# Антін Мельник
Анті́н Ме́льник (5 січня 1920, Трійчиці — 25 червня 1997, Мюнхен) — український політичний діяч, політичний аналітик, юрист. Президент Світового Конґресу Українців (1971—1973).

## Життєпис
Закінчив українську гімназію у місті Перемишль. Вступив до ОУН. За проукраїнську діяльність у 1944 році був ув'язнений у нацистському концтаборі Флоссенбюрг. Після звільнення у 1945 році мешкав у Німеччині. Здобув юридичну освіту в Українському вільному університеті (1952), де згодом викладав міжнародне право. У 1953—1964 рр. — секретар і правничий дорадник, у 1964—1989 рр. — голова Центрального представництва української еміграції в Німеччині.
Був Президентом Світового Конґресу Українців (1971—1973). Головою Координаційного Осередку Українських Центральних Установ в Європі (1965-1979). Був юридичним радником, генеральним секретарем та з 1964 року головою Центрального Представництва Української Еміграції в Німеччині. Очолював Товариство Українських Політичних В'язнів (ТУПВ).
Підготовив та надіслав Генеральному секретарю ООН меморандум з приводу 50-ліття створення СРСР, в якому розкрив та засудив підступну імперіалістичну політику проти поневолених народів, де акцентував увагу на злочинах геноциду в СРСР.
Помер 25 червня 1997 року у Мюнхені.

## Нагороди та відзнаки
- Грамота за 25-річчя громадської діяльності на посаді правного дорадника;
- Грамота Генерального секретаря і Голови Центрального Представництва Української Еміграції в Німеччині (1978).